# 史丹福高原
85°57′S 140°0′W / 85.950°S 140.000°W
史丹福高原是南極洲的高原，寬28公里，海拔高度超過3,000米，北面以沃森海崖為界，該高原以史丹福大學命名，美國地質調查局在1960至1963年根據美國海軍實地考察和空中圖片繪入地圖。